# Autoimolação de Aaron Bushnell
Em 25 de fevereiro de 2024, Aaron Bushnell, um militar de 25 anos de idade da Força Aérea dos Estados Unidos, cometeu um ato de autoimolação em frente à Embaixada de Israel em Washington, D.C.. Durante o ato, Bushnell disse que estava protestando contra "o que as pessoas têm vivido na Palestina, nas mãos de seus colonizadores" e declarou que "não será mais cúmplice de genocídio", antes de se encharcar com um líquido inflamável e atear fogo em si mesmo. Ao mesmo tempo em que queimava, Bushnell gritou repetidamente "Libertem a Palestina!", enquanto um policial lhe apontava uma arma e os serviços de emergência chegavam ao local.
O ato foi transmitido ao vivo na Twitch. O Departamento de Polícia Metropolitana ajudou nas investigações feitas pelo Serviço Secreto dos Estados Unidos, depois que Bushnell se incendiou e foi transportado para um hospital local em estado crítico. A polícia de DC confirmou a morte de Bushnell no dia seguinte.
A morte de Bushnell foi a segunda autoimolação em protesto contra o apoio dos Estados Unidos a Israel na guerra Israel-Hamas em uma estação diplomática israelense nos Estados Unidos. Outro manifestante ateou fogo a si mesmo no consulado de Atlanta, em dezembro de 2023. Em resposta ao ocorrido, em uma conferência de imprensa, o Pentágono reiterou que o apoio dos EUA "ao direito inerente de Israel de se defender é inflexível".

## Contexto
Bushnell cresceu em Orleans, Massachusetts, em um complexo da Comunidade de Jesus. Iniciou sua carreira na Força Aérea dos Estados Unidos (USAF) em maio de 2020, tendo feito Treinamento Básico e Técnico. Ele foi treinado como Técnico de Sistemas de Clientes, tendo se formado em segurança cibernética. Mais tarde, ele trabalhou como engenheiro de DevOps das Forças Aéreas em San Antonio, Texas, e estava cursando engenharia de software pela Southern New Hampshire University. Um amigo de Bushnell o descreveu como o "jovem mais gentil, generoso e divertido" que lutava constantemente por "libertação para todos, com um sorriso em seu rosto".
Bushnell não é a primeira pessoa nos EUA a usar a autoimolação para protestar contra Israel devido à crise humanitária palestina. Em 1º de dezembro de 2023, um indivíduo, cuja identidade não foi revelada pelas autoridades de Atlanta, protestou por meio de autoimolação em frente ao consulado israelense em Atlanta, Geórgia, o que resultou em ferimentos graves.

## Evento
Muitos de nós gostam de se perguntar: 'o que eu faria se estivesse vivo durante a escravidão? Ou no sul sob as leis Jim Crow? Ou na época da segregação? O que eu faria se o meu país estivesse cometendo genocídio?' A resposta é: você está [vivo]. Agora."

Aaron Bushnell, última postagem no Facebook.
Bushnell escreveu um testamento antes da autoimolação, cujas instruções incluíam que seu gato fosse deixado com um vizinho após sua morte. Bushnell enviou uma mensagem a veículos midiáticos antes de sua autoimolação, onde escreveu: "Hoje, estou planejando me engajar em um ato extremo de protesto contra o genocídio do povo palestino".

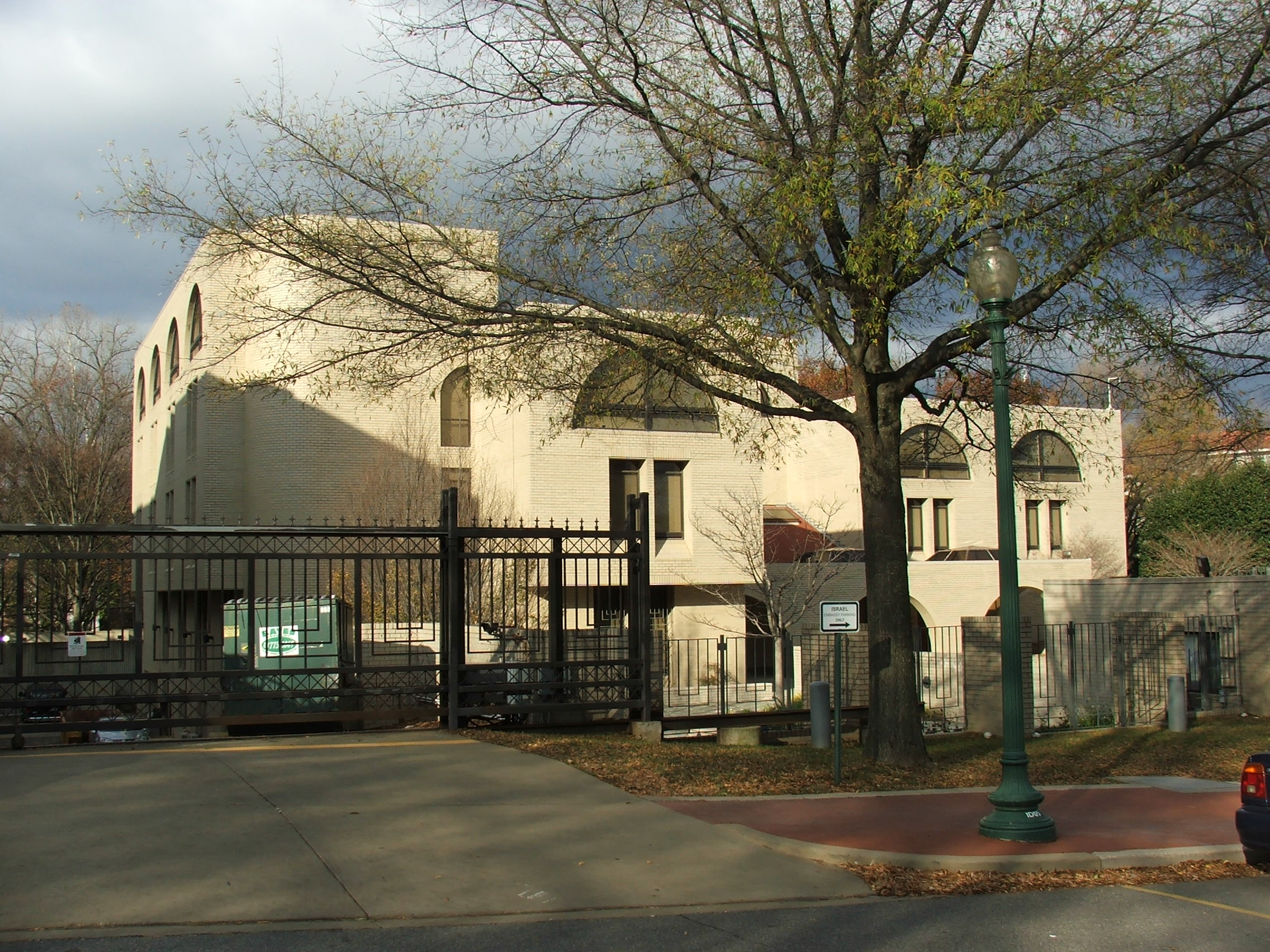
Portão frontal da Embaixada de Israel, onde Bushnell se incendiou

Em 25 de fevereiro de 2024, aproximadamente às 12h58, Bushnell foi à Embaixada de Israel em Washington, D.C., com a intenção de se imolar como um ato de protesto contra a guerra Israel-Hamas. Ele havia criado uma conta na Twitch de nome "LillyAnarKitty", com uma bandeira palestina como capa de perfil e a legenda "Libertem a Palestina". Durante a transmissão, ele caminhou em direção à embaixada e disse: "Sou um membro ativo da Força Aérea dos Estados Unidos. E não serei mais cúmplice de genocídio. Estou prestes a me envolver em um ato extremo de protesto. Mas comparado ao que as pessoas têm vivido na Palestina pelas mãos dos seus colonizadores – não é nada extremo. É isso que a nossa classe dominante decidiu que será normal."
Do lado de fora da embaixada, Bushnell posicionou sua câmera, postou-se em frente aos portões e derramou um líquido inflamável sobre si mesmo. Um oficial de segurança abordou Bushnell, perguntando se ele precisava de ajuda, mas foi ignorado.
Depois de se incendiar, Bushnell gritou repetidamente "Libertem a Palestina!" enquanto queimava, e por fim, colapsou ao chão. O oficial de segurança chamou ajuda pelo rádio. Um policial abordou a cena, apontou uma arma para Bushnell fora do alcance das câmeras e ordenou várias vezes que ele "fosse para o chão", enquanto outro policial gritava "não preciso de armas, preciso de extintores de incêndio". Vários policiais reagiram à cena e usaram extintores de incêndio em Bushnell. Ele foi transportado pelo departamento de emergências médicas de incêndios para um hospital local, onde veio a falecer, devido às queimaduras.

## Investigação
O Serviço Secreto, o Departamento de Polícia Metropolitana e o Departamento de Álcool, Tabaco, Armas de Fogo e Explosivos anunciaram que investigariam o ocorrido. A Polícia Metropolitana se recusou a confirmar a autenticidade da transmissão, e e as Forças Armadas citaram políticas de notificação familiar enquanto se recusavam a falar da situação, a princípio. Uma unidade de eliminação de bombas foi enviada para investigar um veículo suspeito que poderia estar relacionado a Bushnell. A área foi declarada segura depois de nada perigoso ser descoberto.
Um relatório público, entregue aos repórteres pelo Departamento de Polícia Metropolitana, afirma que Bushnell estava "exibindo sinais de sofrimento mental" - especificamente, que "se encharcou com um líquido não identificado e ateou fogo a si mesmo" - antes que o Serviço Secreto pudesse chegar a tempo. Um porta-voz da embaixada israelense informou que nenhum funcionário se feriu no ocorrido.

## Reações

### Dentro dos Estados Unidos
Ao responder à pergunta de se "a autoimolação de Bushnell pode indicar que há um problema mais profundo, ligado à preocupação dos militares estadunidenses com a forma como as armas e o apoio a Israel têm sido usados em Gaza", o secretário de imprensa do Pentágono, Patrick S. Ryder, fez a seguinte declaração:

Do ponto de vista do Departamento de Defesa dos EUA, desde os brutais ataques do Hamas em 7 de outubro, nós estivemos focando em quatro áreas chave da Secretaria. Elas são: proteger as forças estadunidenses e os cidadãos na região; apoiar o direito inerente de Israel de se defender de ataques terroristas; trabalhar intimamente com Israel para apoiar e garantir a libertação dos reféns do Hamas; e assegurar que a crise entre Hamas e Israel não escale em um conflito regional mais amplo.

Esses objetivos são o que continuam a informar nossa abordagem à situação no Oriente Médio, e como nós já dissemos antes, enquanto nosso apoio ao direito inerente de Israel de se defender é inflexível, nós também continuamos a ativamente comunicar nossas expectativas de que Israel leve segurança civil e assistência humanitária em consideração em suas operações.

Você vê isso incorporado a toda conversa que a Secretaria tem com sua correspondente em Israel, assim como outros oficiais estadunidenses. E nós esperamos que eles continuem a aderir à lei do conflito armado e à lei internacional humanitária. Continuaremos a fazer isso.— Patrick S. RyderPredefinição:Undue inline
Após sua autoimolação, as ações de Bushnell foram elogiadas por ativistas como Aya Hijazi e Dyab Abou Jahjah, bem como pela candidata do Partido Verde dos Estados Unidos, Jill Stein, todos os quais prestaram homenagem após sua morte. Enquanto alguns nas redes sociais consideraram seu ato heroico e sacrificial, outros consideraram que Bushnell recorreu a medidas extremas acabando com a própria vida, ou um ato de estupidez.
No dia 26 de fevereiro, uma vigília em sua memória foi realizada em frente à embaixada israelense. Estiveram presentes 100 pessoas. Outras vigílias foram realizadas em outras cidades americanas, algumas organizadas pelo grupo anti-guerra Code Pink.

### Internacional
O Hamas valorizou o ato e expressou "sinceras condolências" aos amigos e familiares de Bushnell, anunciando em um comunicado, pelo Telegram, que "ele imortalizou seu nome como defensor dos valores humanos e da opressão do sofrido povo palestino por causa da administração americana e suas políticas injustas."
A Frente Popular para a Libertação da Palestina divulgou uma declaração em homenagem a Bushnell, descrevendo o ato como "o mais elevado sacrifício":
(...) o ato de um soldado americano sacrificando sua vida para atrair a atenção do povo americano, e do mundo, para os apuros do povo palestino, apesar de sua natureza trágica e a grande dor que envolve, é considerado o mais elevado sacrifício e [digno de] medalha, e a mais importante e pungente mensagem direcionada à administração americana, de que ela está envolvida no crime de guerra em Gaza e que o povo americano despertou, e está rejeitando o envolvimento americano, chamando a atenção da administração americana para cessar esse apoio e viés pela entidade zionista.— Frente Popular para a Libertação da Palestina